# Loison-sur-Créquoise
Loison-sur-Créquoise is een gemeente in het Franse departement Pas-de-Calais (regio Hauts-de-France) en telt 236 inwoners (1999). De plaats maakt deel uit van het arrondissement Montreuil.

## Geografie
De oppervlakte van Loison-sur-Créquoise bedraagt 8,9 km², de bevolkingsdichtheid is 26,5 inwoners per km².
De onderstaande kaart toont de ligging van Loison-sur-Créquoise met de belangrijkste infrastructuur en aangrenzende gemeenten.

## Demografie
Onderstaande figuur toont het verloop van het inwonertal (bron: INSEE-tellingen).